# The Tongues of Men
The Tongues of Men is een Amerikaanse dramafilm uit 1916 onder regie van Frank Lloyd.

## Verhaal
De zangeres Jane Bartlett heeft onterecht een twijfelachtige reputatie. Ze wordt vanaf de kansel in de ban gedaan door de pedante dominee Sturgis. Jane wil wraak nemen op de predikant en ze besluit hem te versieren. Ze bewijst hem dat ze een respectabele vrouw is. Uiteindelijk laat ze hem gaan, zodat hij kan trouwen met zijn kuise liefje Georgine. 

## Rolverdeling
| Acteur              | Personage               |
| ------------------- | ----------------------- |
| Constance Collier   | Jane Bartlett           |
| Forrest Stanley     | Dominee Sturgis         |
| Herbert Standing    | Dominee Darigal         |
| Betty Burbridge     | Georgine                |
| Helen Jerome Eddy   | Winifred Leeds          |
| Lamar Johnstone     | Dr. Lyn Fanshawe        |
| Lydia Yeamans Titus | Mevrouw Kearsley        |
| Helen Marlborough   | Mevrouw Sternberg-Reese |
| Charles Marriott    | Mijnheer Goadby         |
| John McKinnon       | Mijnheer Loughram       |